# Englefield
Englefield är en ort och civil parish i Storbritannien.   Den ligger i kommunen West Berkshire i riksdelen England, i den södra delen av landet, 70 km väster om huvudstaden London. Englefield ligger 54 meter över havet och antalet invånare är 286.
Terrängen runt Englefield är platt. Runt Englefield är det ganska tätbefolkat, med 239 invånare per kvadratkilometer. Närmaste större samhälle är Reading, 9,2 km öster om Englefield. Trakten runt Englefield består till största delen av jordbruksmark.